# Spreyton
Spreyton – wieś w Anglii, w hrabstwie Devon, w dystrykcie West Devon. Leży 23 km na zachód od miasta Exeter i 274 km na zachód od Londynu. W 2001 miejscowość liczyła 295 mieszkańców.